# Periplaneta basedowi
Periplaneta basedowi är en kackerlacksart som beskrevs av Johann Gottlieb Otto Tepper 1904. Periplaneta basedowi ingår i släktet Periplaneta och familjen storkackerlackor. Inga underarter finns listade i Catalogue of Life.